# Владикавказское 1-е реальное училище
Владикавказское 1-е реальное училище — памятник архитектуры во Владикавказе, Северная Осетия. Выявленный объект культурного наследия России  и культурного наследия Северной Осетии. В этом здании в 1918 году находился Политехнический институт, ставший первым в истории высшим учебным заведением Северного Кавказа.
Корпус исторического здания располагается полностью на Тимирязевском переулке, однако в связи с тем, что оно находится в собственности Горского университета, выходящего главным корпусом на улицу Кирова, указывается также адрес ул. Кирова, д. 37.

## История
В 1870-е году во Владикавказе было основано 1-е реальное училище, ставшее первым средним учебным заведением в городе. В 1897 году училище было преобразовано из четырёхклассного в шестиклассное и в этом же году переехало в собственное здание на углу Московской улицы и Александровского переулка. В связи с увеличением учебных площадей в новом здании в 1-е реальное училище были переведены ученики закрытой мужской прогимназии, которая находилась на Гимназической улице.
На Московскую улицу выходил пансион училища с домовой церковью на втором этаже. Училище вместе с зданием штаба местного гарнизона составляло единый архитектурный комплекс на Московской улице. После увеличения числа студентов в 1911 году началось строительство дополнительного корпуса на Александровском переулке.
В 1913 году завершилось строительство сохранившегося до нашего времени здания в архитектурном стиле модерн. Угловой корпус училища, выходящий на Московскую улицу, был разрушен вместе со штабом военного гарнизона и памятником рядовому Тенгинского полка Архипу Осипову (в настоящее время на этом месте располагается бюст И. Плиева) в 1930-е годы при строительстве современного Горского университета.
К новому двухэтажному зданию на Александровском переулке примыкала одноэтажная пристройка с первым в истории Владикавказа спортивным залом. Над главным входом на втором этаже находился актовый зал с балконами. Вместо навершия на крыше здания был установлено сооружение для астрономических наблюдений.
В 1918 году здание было национализировано и в нём было открыто первое высшее учебное заведение на Северном Кавказе. В настоящее время в здании находится библиотека Горского университета.
Другое
Во Владикавказе с 1909 года действовало 2-е реальное училище, находившееся на Крепостной улице (бывшее Горско-Пушкинское общежитие).